# کارل ام بائر

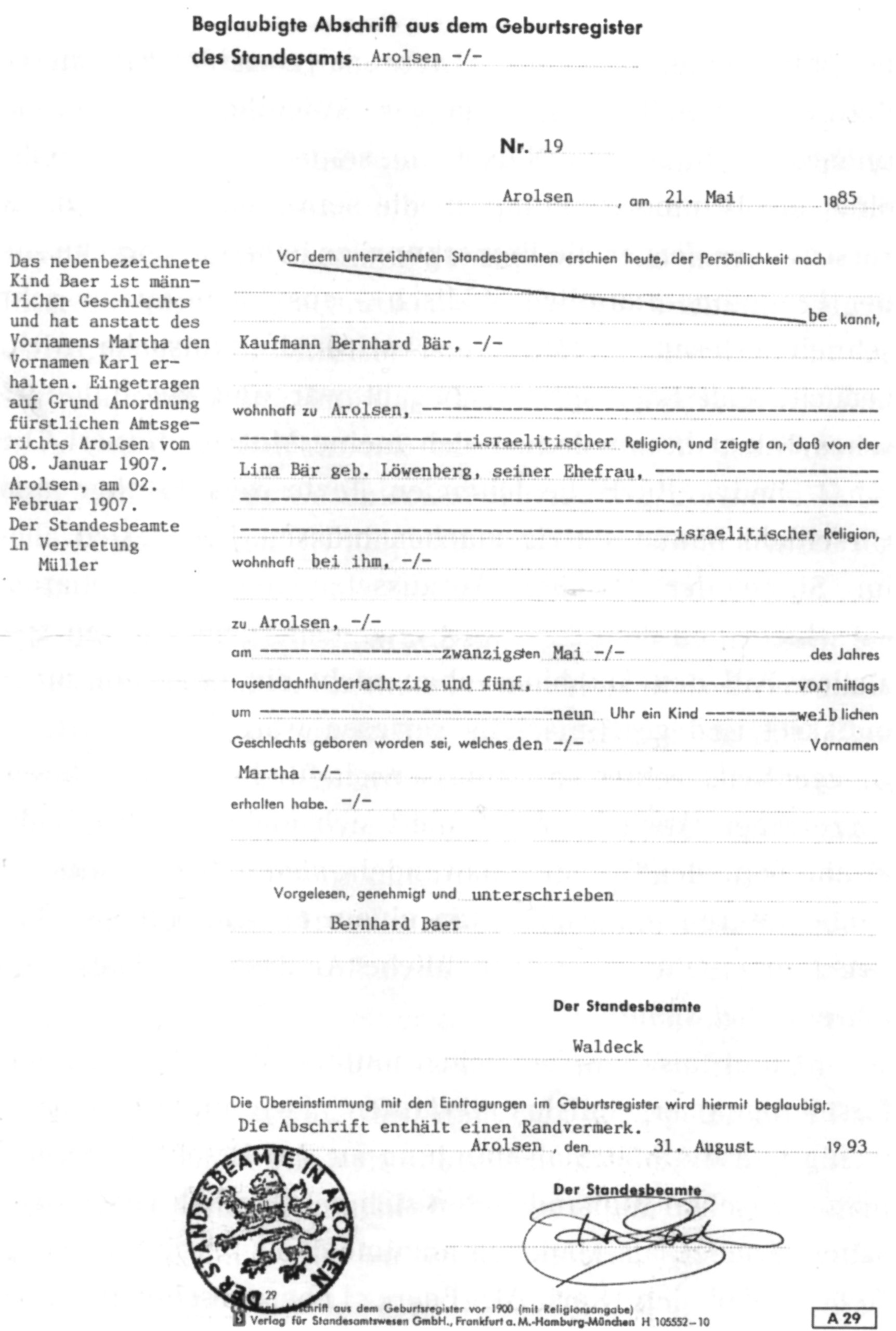
کپی تاییدشده از ثبت احوال شهر آرولسن در مورد شناسنامه «کارل ام بائر»، به‌تاریخ ۳۱ اوت ۱۹۹۳: تولد کودک «مارتا بائر» در ۲۰ مه ۱۸۸۵، اصلاح جنسیت و نام جدید در ۲ فوریه ۱۹۰۷، به علت ورود اشتباه و به دلیل هرمافرودیتیسم کاذب، انجام شد.

کارل ام بائر (انگلیسی: Karl M. Baer) نویسنده، فعال اجتماعی، اصلاح‌طلب، فعال حقوق زنان در خصوص حق رأی و صهیونیسم اسرائیلی-آلمانی بود. او یک مرد ترنس بود  که در اکتبر و دسامبر سال ۱۹۰۶ میلادی طی جراحی تطبیق و بازتایید جنسیت اندام جنسی خود را بازتایید و منتسب به مردان کرد. کارل ام بائر از نخستین کسانی بود که این عمل بر رویش انجام گردید. او همچنین یکی از نخستین کسانی بود که با تطبیق و بازتایید جنسیت به عنوان مرد ترنس به رسمیت شناخته شد و پیرو آن شناسنامه با نام جدید برای او صادر شد. کارل ام بائر تجربیات دوران ترنزیشن خویش را برای سکسولوژیست آلمانی ماگنوس هیرشفلد می‌نویسد و یادآور می‌شود که در آن دوران احساس پسر بودن در درون خود داشتم.